# IC 4124
IC 4124 је двојна звијезда у сазвјежђу Береникина коса која се налази на листи објеката дубоког неба у Индекс каталогу.
Деклинација објекта је + 22° 50' 52" а ректасцензија 13h 3m 31,1s.